# 그라플렉스
그라플렉스(Graflex)는 여러 카메라 모델에 브랜드 이름을 부여한 제조업체였다.
이 회사는 1887년 뉴욕에서 윌리엄 F. 폴머, 윌리엄 E. 슈윙에 의해 금속 가공 공장으로 "Folmer and Schwing Manufacturing Company"로 설립되어 가스 조명기구, 샹들리에, 자전거 및 카메라를 제조했다.
1909년에 조지 이스트먼에 인수되었으며, 회사는 1928년에 뉴욕주 로체스터의 12 칼레도니아 애비뉴(나중에 클라리사 스트리트로 이름 변경됨)로 이전되었다. 이 회사는 이스트먼 코닥 컴퍼니의 폴머 앤드 슈윙(Folmer & Schwing) 사업부로 운영되었다.
1926년에 코닥은 이 부서를 매각하고 새로운 회사인 폴더 그라플렉스 코퍼레이션(Folmer Graflex Corporation)으로 분리되어 1946년에 이름을 그라플렉스(Graflex Inc.)로 변경했다. 1956년에 제너럴 인스트루먼트 프리시전(General Instrument Precision)의 부서가 되었다. 회사를 설립하고 사무실을 로체스터 외곽의 뉴욕 피츠포드로 이전했다. 1968년에 회사는 싱어 코퍼레이션에 매각되었다.
그라플렉스는 60년 넘게 제조되었으며 20세기 전반에 대부분의 사진기자들이 사용했던 전형적인 언론 카메라인 스피드 그래픽으로 유명했다.